# Петров, Николай Васильевич (патологоанатом)
Никола́й Васи́льевич Петро́в (1 мая 1859, Мензелинск, Уфимская губерния — 1 апреля 1916, Петроград) — русский врач, патологоанатом, доктор медицины (1885).

## Биография
Родился 1 мая 1859 в городе Мензелинск, Уфимская губерния, Российская империя.
В 1883 году окончил медицинский факультет Казанского университета, после которого начал работать в медицинском департаменте Министерства внутренних дел Российской империи.
В 1885 году защитил в Военно-медицинской академии диссертацию на тему «Материалы к патологической анатомии острого воспаления суставов» на соискание степени доктора медицины. В 1886 году провёл летний семестр за границей, где слушал лекции берлинских учёных-медиков и работал в лаборатории профессоров Вирхова и Коха.
В 1886 году начал преподавательскую деятельность на кафедре патологической анатомии Казанского университета. С 1890 года работал в Обуховской больнице, одновременно преподавал приват-доцентом в Петербургской военно-медицинской академии.
В 1892 году назначен профессором патологической анатомии в Клиническом институте великой княгини Елены Павловны. В 1916 году стал заведующим одноимённым отделением в этом институте. Также был членом попечительного комитета института.
Является автором трудов по патологической анатомии острого воспаления суставов.  Организовал в Клиническом институте патологоанатомический кабинет и лабораторию, музей, создал школу прозекторов. Вёл демонстративные курсы патологической анатомии и техники вскрытий, практиковал курс патологической гистологии, читал лекции о патологической анатомии холеры. Выступал с докладами на съездах естествоиспытателей и врачей. Его заслугой следует считать разработку первой номенклатуры причин смерти.
Умер 1 апреля 1916 года в Петрограде.

## Сочинения
- О легочной сибирской язве // Русский архив патологии клинической медицины и бактериологии. 1857. № 6.
- Одновременное развитие у одного лица 3-х различных злокачественных новообразований: рака желудка, аденокарциномы предстательной железы и злокачественной миомы брыжейки // Русский врач. 1908. № 49.
- Случай тропической спленомегалии // Русский врач. 1912. № 26.